# Leopard 1
|  | Aquest article tracta sobre el tanc. Vegeu-ne altres significats a «Lleopard». |

El Leopard o Leopard 1 és un tanc de disseny i fabricació alemanya que va entrar en servei per primera vegada el 1965 i que va servir a Alemanya, diversos països europeus, Austràlia, Brasil, Canadà i Xile.
És d'un disseny convencional armat amb una versió alemanya del canó britànic L7 de 105 mm i reconegut per la bona velocitat a camp a través. El disseny va començar com un projecte col·laboratiu entre Alemanya i França en la dècada de 1950, però l'associació es va rompre i la Bundeswehr va realitzar una comanda del disseny final. La producció va començar el 1965 i se'n van fabricar un total de 6.485 d'exemplar, 4.744 carros de combat i 1.741 vehicles utilitaris i variants de defensa antiaèria, sense comptar els 80 prototips i models de preproducció.
Des de 1990, el Leopard 1 va ser relegat gradualment a tasques secundàries en la majoria dels exèrcits, excepte a l'Exèrcit del Canadà on roman com a vehicle de combat principal i a l'Exèrcit d'Austràlia on està reemplaçat pel M1A1 Abrams. En la Bundeswehr va ser retirat de les divisions Panzergrenadier i Leopard 2 el 1979, el va reemplaçar com a carro de combat principal.

## Desenvolupament

### Leopard 1
El projecte Leopard va començar el novembre de 1956 a fi de desenvolupar un tanc modern, el Standard-Panzer, per reemplaçar els M47 Patton i M48 Patton de fabricació nord-americana de la Bundeswehr que, encara que s'havien lliurat al recent exèrcit d'Alemanya Occidental, es tractava de models desfasats. El 25 de juliol de 1957 es va publicar les especificacions detallades: el nou disseny no podia pesar més de 30 tones, tenir una relació potència-massa de 30 CV per tona, capaç de resistir l'impacte de projectils de 20 mm en tots els costats i operar en un camp de batalla contaminat amb armes químiques o radioactivitat nuclear, el llavors estàndard per al combat amb el Pacte de Varsòvia. A més, l'arma principal consistiria en un canó de 105 mm, i podria transportar tants projectils com els dissenys nord-americans contemporanis. La prioritat era la mobilitat, la potència de foc en segon lloc i el blindatge com a últim, ja que es creia que no existia protecció real contra armes de càrrega buida.
França era interessada en el disseny, ja que el seu projecte AMX-50 acabava de ser cancel·lat. El juny de 1957, Alemanya Occidental i la Quarta República Francesa van firmar un acord per a desenvolupar un carro de combat comú, designat en alemany com a Europa-Panzer. En la competició es van formar tres grups alemanys (Arbeitsgruppe A, B i C) i un francès, cada un desenvolupant dos prototips. El setembre de 1958 Itàlia es va unir al programa. Diversos prototips van començar les proves el 1960. Entre els prototips hi havia el Model 734 (Porsche). El grup C va dissenyar el Borgward, un model futurista que no va poder presentar a temps.

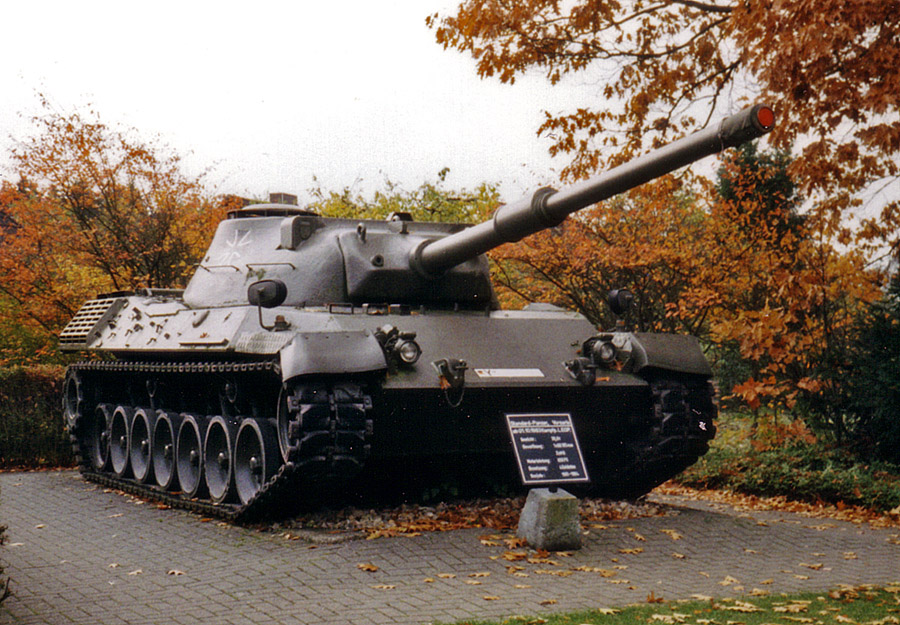
Prototip del Leopard 1

Abans d'acabar els primers prototips, el 1959 es va decidir que la segona etapa comencés amb els dissenys millorats: el grup A construiria 26 prototips per a proves, el grup B, sis. Sol dos tancs del grup B es van construir realment.
El prototip de Porsche va ser seleccionat com el guanyador en el concurs de 1963. No va ser una sorpresa, ja que ja s'havia decidit el 1961 fabricar una sèrie de preproducció de cinquanta vehicles d'aquest disseny. Aquesta sèrie modificava la torreta i realitzava diversos canvis al casc per aixecar la part posterior a fi de alliberar més espai per al compartiment del motor. Abans de la producció en sèrie de la versió estàndard, també es va decidir afegir-hi un sistema de telèmetre òptic per millorar la punteria en llarga distància, el que requeria una torreta més alta i afegir protuberàncies en cada costat de la torreta on es muntaria les òptiques per a la triangulació. El 1963, França i Alemanya van decidir fabricar el seu propi carro de combat; Itàlia fabricaria sota llicència el M60.
La producció es va establir a Krauss-Maffei de Múnic des de principi de 1964, i es va lluira el primer lot de vehicles entre setembre de 1965 i juliol de 1966. El Leopard va començar a ser comprat per diversos països de l'OTAN i altres aliats: Bèlgica (1968), Països Baixos (1969), Noruega (1970), Itàlia (1971), Dinamarca (1976), Austràlia (1976), Canadà (1978), Turquia (1980) i Grècia (1981). Itàlia fabricaria posteriorment 720 carros de combat i 160 vehicles utilitaris sota llicència. Grècia Espanya i Xile van comprar també un tanc obtingut del projecte Europa-Panzer: el AMX-30 francès.

## Modificacions

### Leopard A1
Entre 1975 i 1977, tots els tancs dels lots 1 a 4 van ser sotmesos a un augment de valor de combat i adaptats al cinquè palau
. Així, tots els vehicles van ser equipats amb una carrosseria de la torre muntada en elements de cautxú i els canons van ser blindats per una placa d'acer. Els tancs que van ser remodelats van ser anomenats Leopard A1A1. Amb l'aproximació al Leopard 1A4, la instal·lació de la família d'equips de ràdio SEM 80/90 i l'aparell passiu d'observació i objectiu nocturn PZB 200, aquests tancs s'anomenen Leopard 1A1A4. Vehicles sense PZB 200, però amb SEM, portaven l'identificador A1A3. Vehicles amb PZB 200, però sense SEM portaven l'identificador A1A2.

### Leopard A2
El cinquè lot va començar a fabricar-se a l'abril de 1972 i va acabar al maig de 1973. El nombre d'unitats, que va augmentar en 232 tancs, va ser reemplaçat per la M48 A2 de l'II. Cos de la Bundeswehr. Els primers 232 tancs de la cinquena sèrie de producció van ser lliurats com a Leopard 1A2. L'A2 incloïa una torreta més blindada i, per tant, no van rebre els afegits de Blohm & Voss com en els models anteriors. El Leopard 1A2A1 va rebre l'amplificador de llum PZB 200, el Leopard 1A2A2 les ràdios digitals i el Leopard 1A2A3 ambdós equips.

### Leopard A3
Els següents 110 carros de combat de la cinquena sèrie tenien una nova torreta soldada que portava blindatge espaiat i un mantellet en forma de falca, i aquesta variant es deia Leopard 1 A 3. Encara que el nivell de blindatge era equivalent al A2, el volum intern va augmentar de 1,2 m³. Les actualitzacions van ser similars al model anterior: Leopard 1A3A1 amb visor nocturn, Leopard 1A3A2 amb noves ràdios i Leopard 1A3A3 amb ambdues.

### Leopard 1A4
El Leopard 1 A 4 era el sisè lot, de 250 vehicles, que es va començar a lliurar el 1974. L'1 A 4 era similar a l'1 A 3, però incorporava un nou sistema de control de foc computaritzat i un sistema de punteria EMES 12 A 1. A més, el comandant rebia el seu propi sistema de visió nocturna, el PERI R12. El nou equip reduïa l'espai i la càrrega de munició va passar de 55 a 42.

### Leopard 1A5

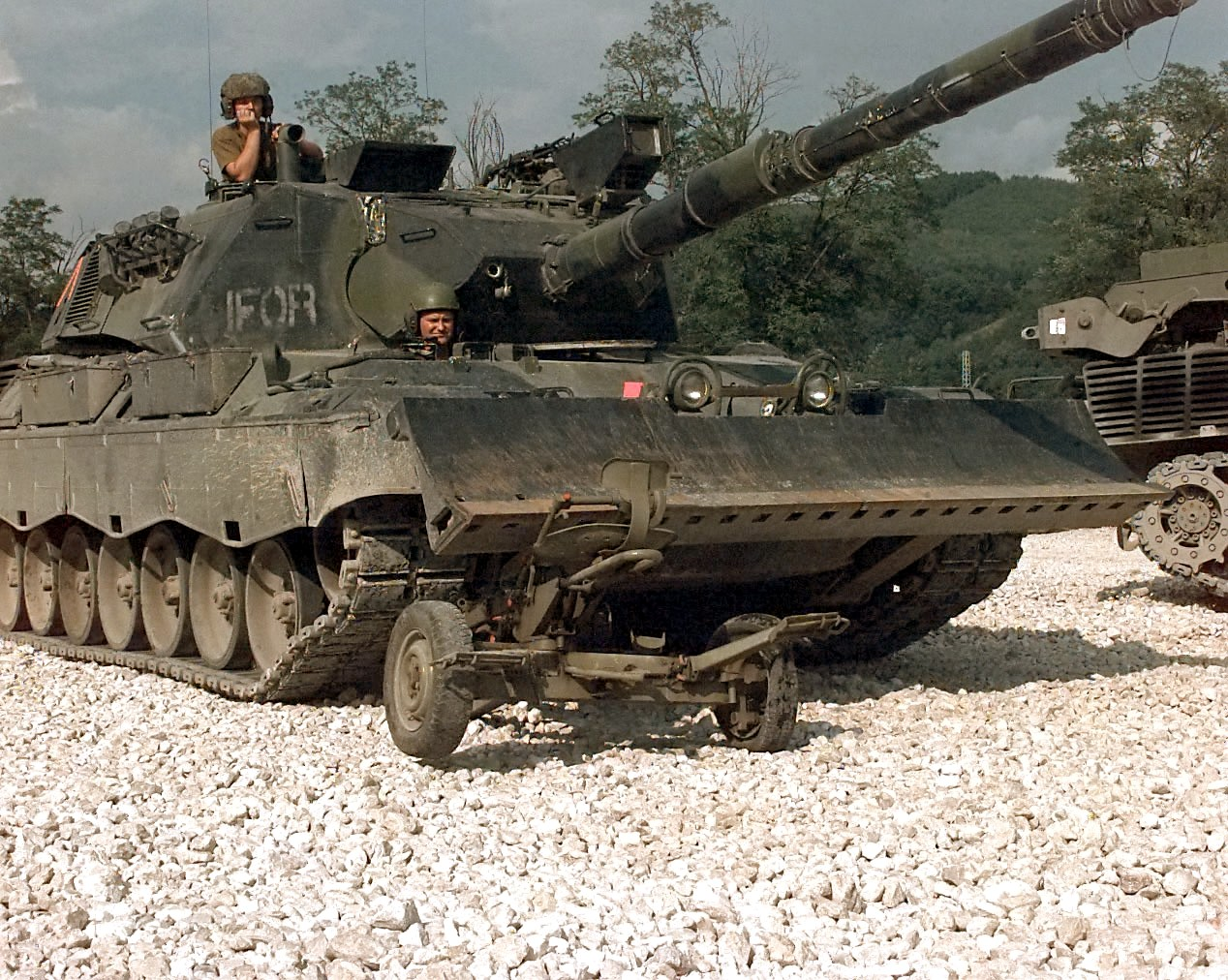
Leopard 1 A 5 de IFOR.

Amb l'augment de 1339 Leopard entre octubre de 1986 i setembre de 1992 dels sense construir entre 1 i 4, dels quals 1225 pertanyien a l'exèrcit federal, el nom va canviar a 1A5. A continuació, a tots els lleopards es afegia el número 1. El 1980 es van estudiar les futures millores al Leopard 1, per a donar-li un sistema de control de foc modern i un sistema de visió nocturna efectiu. Com això anava a requerir més espai es va decidir basar les actualitzacions en els primers models que ja no eren competitius.
El resultat va ser el Leopard 1A5, amb una secció més grossa en la part posterior per guardar el nou equip a més de poder portar més munició. La nova torreta també permetia muntar el canó de 120 mm del Leopard 2, encara que aquesta opció no va ser utilitzada. Després de les proves, es va triar el sistema de control de tret EMES 18 de Krupp-Atlas Electronik el desembre de 1983, desenvolupat a partir de l'EMES 15 del Leopard 2. L'EMES 18 portava dues noves mires a la part superior de la torreta pel que no calien les protuberàncies dels sistemes òptics anteriors. Una actualització crucial va ser la introducció de nou munició, incloent els projectils APFSDS.
El primer vehicle va ser lliurat el 1987. Des de llavors la majoria dels usuaris del Leopard 1 han realitzat canvis similars als seus vehicles, i el model 1A5 és considerat com l'estàndard del Leopard 1.
Amb l'estructura de l'exèrcit 5 de 1994, 737 Leopard 1A5 van romandre a la reserva de la Bundeswehr fins a la retirada el 2003. Tots els tancs són desmilitaritzats, desmantellats o venuts a Europa en virtut del Tractat sobre Forces Armades Convencionals. El desballestament es va fer a la línia de rock
 de Turíngia, on es va realitzar la desil·litització de l'art de guerra.

### Leopard 1A6
El 1A6 és un estudi de projecte fet per l'Oficina Federal d'Enginyeria de Defensa i adquisició d'un cotxe blindat de 1986. En el marc de l'estudi dels cotxes blindats 90 es van construir dos laboratoris amb diferents parades, el VT-2 i el VT-5. El VT-2 va rebre una armadura en el sostre enfront del VT-5, una reducció de la signatura IR del tren d'aterratge i un augment del front de la banyera. Tots dos van tenir un sistema de recuperació d'incendis (BUA) per a la zona de combat i la planta d'armes de 120 mm. El VT-5 va rebre un PERI de comandant. L'augment del pes va ser de 4,6 tones o 3,5 tones.
El projecte es va suspendre en 1987 després d'una prova permanent en el lloc 41 de l'assaig, que actualment és el servei militar 41, amb la finalitat de demostrar la seva viabilitat.

## Versions

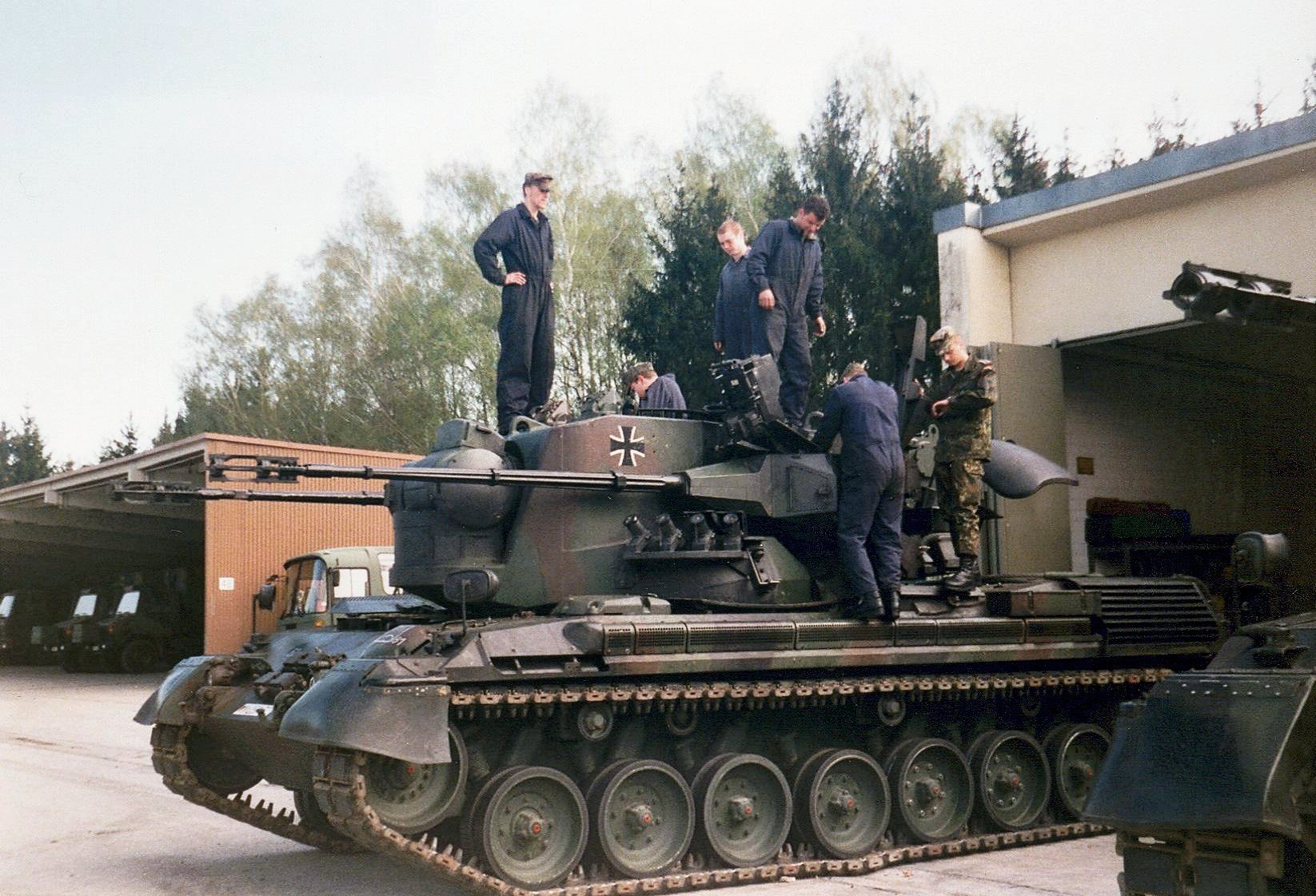
Vehicle de defensa aèria Gepard

- Biber: vehicle llançaponts blindat basat en el Leopard 1
- Bergepanzer 2: És un vehicle blindat de recuperació basat en el Leopard 1.
- Pionerpanzer Dachs: És un vehicle blindat de treball d'enginyer basat al xassís del Leopard 1.[3]
- Flakpanzer Gepard: És un canó antiaeri autopropulsat basat al xassís del Leopard 1.
- Leopard 1 Marksman: Proposta feta per Marconi per muntar el sistema Marksman sobre el xassís del Leopard 1.
- Panzerhaubitze 70: És un obús autopropulsat experimental de 155 mm basat en el xassís Leopard 1.[4]
- Minerydderpanservogn: Prototip de vehicle blindat de neteja de mines realitzat per l'exèrcit noruec.[5]

## Historial de servei

### Austràlia

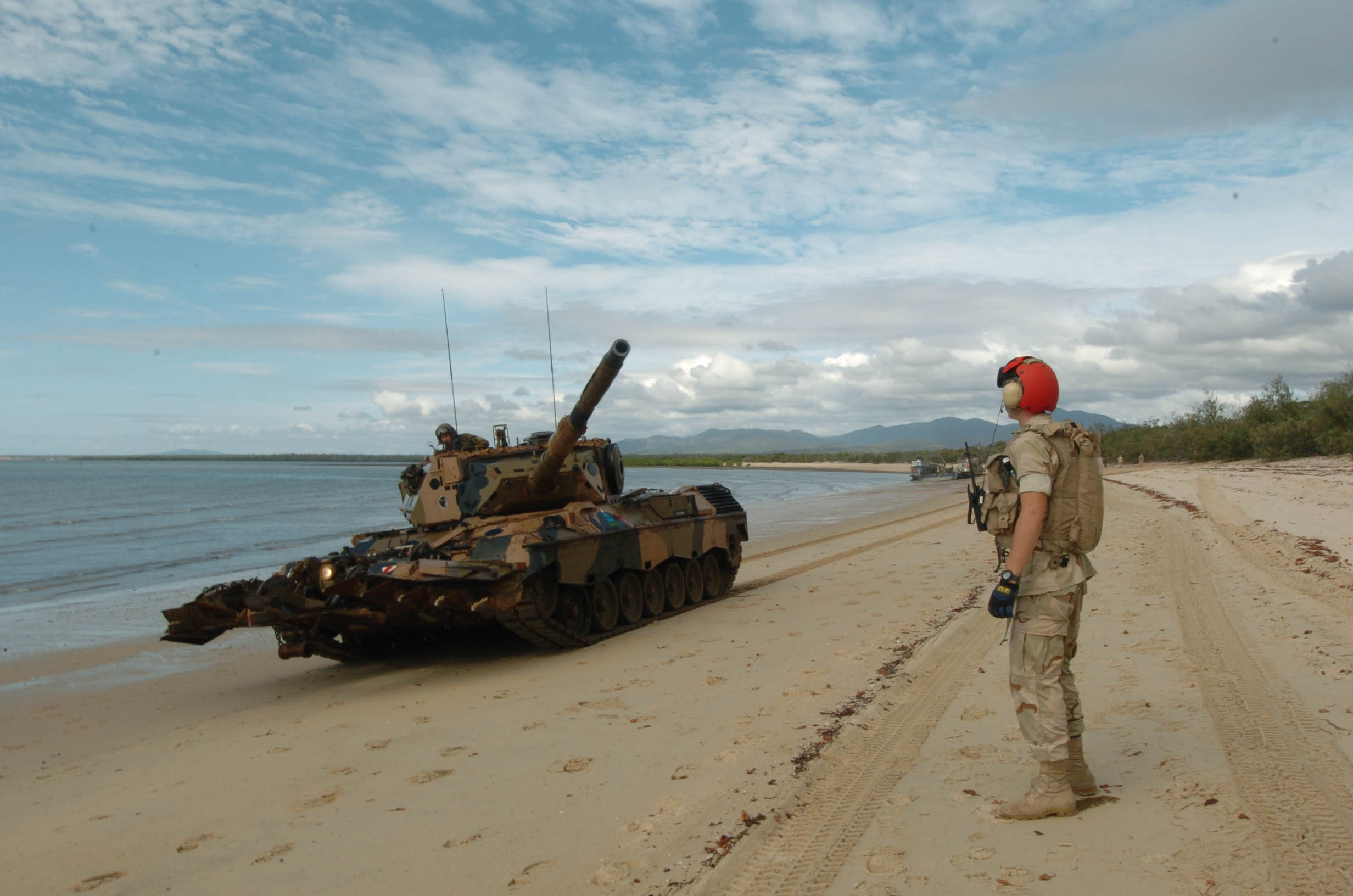
Leopard AS1 d'Austràlia

Els Leopard 1 van arribar a Austràlia per primera vegada el 1976, després d'un procés una selecció i de proves que va començar el 1971, quan l'exèrcit va decidir cercar una lleva als Centurion britànics. Han començat a ser retirats amb l'arribada dels 18 primers M1 Abrams d'un total de 59 unitats el novembre de 2006. A més ha ofert en venda aquests carros de combat.

### Belgica
L'exèrcit belga va rebre 334 Leopard 1BE entre 1968 i 1971. Van equipar vuit regiments de tancs, cadascun equipat amb 40 Leopards, i l'Escola d'Armor.
 El primer regiment a rebre el Lleopard va ser el 4t Llancers, seguit dels 1r Llancers, 2n Llancers, 3r Llancers, 8è Llancers, 1r Guies, 2n Guies i finalment els 2ns Rifles Muntats. A partir de 1974, van ser modificats amb un sistema d'estabilització de canons i un sistema de direcció de tir automàtic (Automatisch VuurLeidingsSysteem, AVLS) de SABCA. Aquest sistema permetia que l'arma disparés en moviment.
El 1984, el comandament de l'exèrcit va decidir actualitzar el 132 Leopard a l'estàndard A5 com a Leopard 1A5. Al final de la Guerra Freda, es va reduir dràsticament el nombre de tancs i se'n van vendre 128 al Brasil. L'actualització va començar l'any 1993 i es va completar l'any 1997. L'actualització incloïa un nou sistema de direcció de tir amb imatges tèrmiques, un telèmetre làser i un sistema de referència de boca. En aquell moment, quatre regiments encara estaven equipats amb el Leopard 1A5. A final de la dècada de 1990, els quatre regiments restants es van fusionar en dos regiments de tancs, el 1r/3r Lancers i el 2n/4t Lancers. L'any 2010, el 2n/4t Lancers es va dissoldre.
Al voltant de 40 Leopard 1A5 es van mantenir operatius al 1r/3r Lancers i Carabiniers Prins Boudewijn – Grenadiers. El 1r/3r Lancers ja no és un regiment de tancs, sinó un batalló d'infanteria mitjà, idèntic a la resta de batallons d'infanteria mitjana de l'exèrcit belga excepte per tenir un sol esquadró de Leopard 1A5. Els lleopards belgues han servit a Kosovo.
Durant l'Eurosatory 2022, John Cockerill va oferir el paquet d'actualització Cockerill Medium Tank 3105 per als tancs Leopard 1. El prototip per a l'actualització integrava el casc del Leopard 1A5 amb una torreta Cockerill 3105. L'única modificació del casc és la instal·lació d'un anell adaptador per a la nova torreta i un cable electrònic. La torreta està armada amb un Cockerill 105HP de 105 mm amb un carregador automàtic de 12 rondes i una metralladora coaxial de 7,62 mm, amb visors tèrmics i diürns. La instal·lació de la nova torreta redueix el pes del tanc de 5 tones i la tripulació del tanc a tres persones. El prototip es va convertir a les instal·lacions de John Cockerill a Aubange i es va sotmetre a proves de tir a la base militar de Suippes el març de 2022.

### Brasil
Entre 1997 i 1999, el Brasil va comprar 128 Leopard 1 de les forces belgues, que van ser lliurades en tres lots. Abans de l'extradició, aquests vehicles van ser revistats per l'empresa belga SABIEX. El 2006, els governs alemany i brasiler va signar un contracte de compravenda de 250 lleopard 1A5 de dipòsits. Els tancs van ser reparats i modernitzats des de 2009 per Krauss-Maffei Wegmann. En aquest lliurament, a més dels tancs de combat, s'han previst 30 exemplars per a peces de recanvi. A més, està previst el subministrament de set agents de muntanya, quatre ponts de tancs, quatre tancs pioners i cinc tancs de l'autoescola, de manera que, d'aquí a 2012, es lliuraran 200 tancs de combat i 50 vehicles de suport.

### Canadà

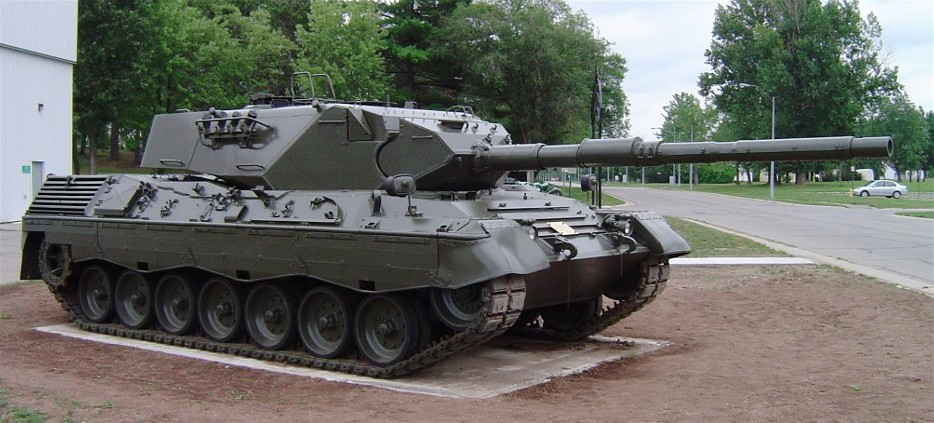
Leopard C1 del Canadà

El Canadà va adquirir 127 Leopard C1 (equivalent al Leopard 1A3 amb telèmetre làser) en 1978-79 per al seu exèrcit, encara que sol van entrar en servei 114. La majoria dels tancs van romandre a Alemanya durant la Guerra Freda i alguns en la base Gagetown (Nova Brunswick) per a entrenament.
A començaments de 2000, els 114 Leopard C1 van ser actualitzats al Leopard C2 amb un cost de 139 milions de dòlars canadencs. Es van comprar 123 torretes de Leopard 1 A 5 per ser utilitzades als carros de combat canadencs. El Leopard C2 està equipat amb visors tèrmics i el control de tret EMES 18.
Una certa quantitat de Leopard han estat retirats de servei com a anticipació a la seva lleva pel Mobile Gun System. Dels tancs obsolets, 23 han estat venuts a empreses d'Amèrica del Nord, 4 llocs en museus i 21 utilitzats com a blancs. Un total de 66 Leopard C2 romanen en servei.

### Dinamarca
Els 120 lleopard 1A3 (DK) de Dinamarca corresponien a l'estat del cinquè palau.
 Van ser els únics vehicles amb sistemes de control de foc EMES 18/TIS instal·lats en sèrie. Entre el febrer de 1976 i l'agost de 1978, els tancs van ser lliurats. Entre 1992 i 1994 es va equipar un segon lot amb un nombre de 110 vehicles de les existències de la Bundeswehr. Tots els Leopard 1 van ser remodelats a l'A5 i ara han estat reemplaçats per 57 Leopard 2A5DK.

### Equador
L'Equador va comprar 30 unitats de Leopard 1V per valor de 55 milions de dòlars de Xile.

### Grècia
Entre febrer de 1983 i abril de 1984, Grècia va rebre els darrers 106 tancs de la banda amb el nom de Leopard 1GR1, iguals com la configuració turca. Els Països Baixos van subministrar 170 més del seu lleopard 1V, Alemanya 3 A3, 342 A5 (1998, 2000 i 2005) i 2 A5 (NL) de les reserves de la Bundeswehr. El nombre total d'unitats era de més de 618. Amb la introducció del Leopard 2, tots els Leopard 1A5 i 25 Leopard 1 van romandre al servei del model GR1.  Ha començat un programa de modernització dels seus Leopard 1, el seu nom és Leopard 1 HEL.

### Itàlia
En total, Itàlia va rebre 920 Leopard 1 en el nivell 4 i 5. 200 vehicles van ser fabricats per Krauss-Maffei i lliurats el 1971 (92 tancs de combat) i 1972 (108 tancs de combat). A partir de 1974, OTO-Melara va fabricar dos sense construir,
 el primer a partir de 1974 més de 400 vehicles i el segon entre 1981 i 1983. Tots els tancs de Leopard italians van ser lliurats conformement a l'estàndard A2 i no van ser premiats en combat fins al 1995. El 1995, l'exèrcit italià va comprar 127 torres A5 de la Bundeswehr, que van ser utilitzades per a remodelar 120 tancs de la versió A2 en la versió A5. L'últim Leopard A2 es va retirar el 2003. A la fi de 2008 es van produir els darrers A5. A més, Itàlia té 64 bibers (fabricats per OTO-Melara) i 137 tancs de muntanya 2 (69 per Krauss-Maffei i 68 per OTO-Melara) i 40 tancs pioners (12 per Krauss-Maffei i 28 per OTO-Melara). El 2016, Itàlia va vendre 96 Leopard 1 a la RuAG suïssa.

### Noruega
El 1968, Noruega va encarregar l'adquisició de 78 tancs de combat Leopard 1, del lot 4, però es van modificar lleugerament. El reequipament incloïa una altra cadena de tipus D 640 A, un rodatge més ampli, una coberta de lucidesa a la torre i un tub de protecció tèrmica per al canò. Entre 1991 i 1994 es va produir un subministrament de 92 Leopard 1A5 de les reserves de la Bundeswehr. Dels 170 Leopard 1(NO), 111 van ser remodelats a A5. Des de llavors van ser reemplaçats pel Leopard 2A4.

### Països Baixos
Després d'una prova comparativa entre el Chieftain i el Leopard entre desembre de 1967 i maig de 1968, la Koninklijke Landmacht va decidir comprar 400 tancs de combat Leopard-1 amb un valor total de 550 milions de DM. L'octubre de 1969, aquesta xifra va augmentar fins a un total de 468 vehicles. Els vehicles formaven part del lot 4 amb una cadena de vies modificada de tipus D139 E2 i caixes laterals d'eines. No hi ha construcció.
 Els reequipaments van incloure un tanc addicional per a la torre, un sistema de control de foc per a Honeywell AFSL-2 (NL), un ganivet de desfilat òptic, un ganivet òptic de distància espacial, un ordinador de tir electrònic, un sistema de tir amb boira (NL), una metralladora neerlandesa i una instal·lació d'estabilització d'armes d'Honeywell. 170 Leopard 1 V es van traslladar a Grècia i 202 a Xile. Igual que Bèlgica, els Països Baixos van utilitzar el tanc Gepard, que es coneix com a Cheetah. Tots els lleopard 1 van ser substituïts per Leopard 2.

### Turquia
En el marc de l'ajuda militar, Turquia va rebre 77 Leopard 1A3 del. cinquè lot entre setembre de 1982 i desembre de 1983. Els canvis incloïen un planador AFS amb ganivets de làser, un PZB 200 i el dit tropical. Amb els canvis en la Bundeswehr, l'A4 va ser venut a Turquia entre 1990 i 1992. En total, 397 Leopard 1 van ser lliurats a Turquia, 320 procedents de la Bundeswehr.

### Ucraïna
En el marc de l'ajuda a Ucraïna després de l'atac rus, es van lliurar a les forces armades ucraïneses subministraments procedents de la indústria, finançats per Alemanya, els Països Baixos i Dinamarca, per a octubre de 2024, d'un total de 88 tancs de combat de l'exèrcit de Leopard 1A5. A més, s'han lliurat almenys 158 vehicles de suport basats en la banya. En total, almenys 327 vehicles Leopard 1 hauran de lliurar-se a Ucraïna després d'una revisió. Actualment, l'exèrcit ucraïnès ha perdut uns tres Leopard 1 dels quals dos són destruïts i un ha estat danyat, segons Oryx.

### Xile
El 1998, Xile va comprar un total de 202 Leopard 1 de les Forces Armades Neerlandeses, que substituïen els tancs de l'exèrcit xilè, que eren part de la Segona Guerra Mundial. Abans del lliurament, tots els tancs estaven equipats amb el PZB 200. El 2009 es van vendre 30 tancs a l'Equador. A més del tanc de combat, Xile utilitza el panzerpioner dachs, el pont de tancs Bíber.

## Operadors
- Usuaris on tenen un Leopard 1 en servei (blau fort), una versió (blau fluix) i països on tenien en servei un Leopard 1 (vermell) Alemanya: 2.437 tancs Leopard 1 originalment van demanar. Retirat i reemplaçat pel Leopard 2. A partir del 2023, Rheinmetall compta amb 100 tancs Leopard 1A5, 88 dels quals són adequats per al servei i després de reformar-les i se'n iran a Ucraïna.

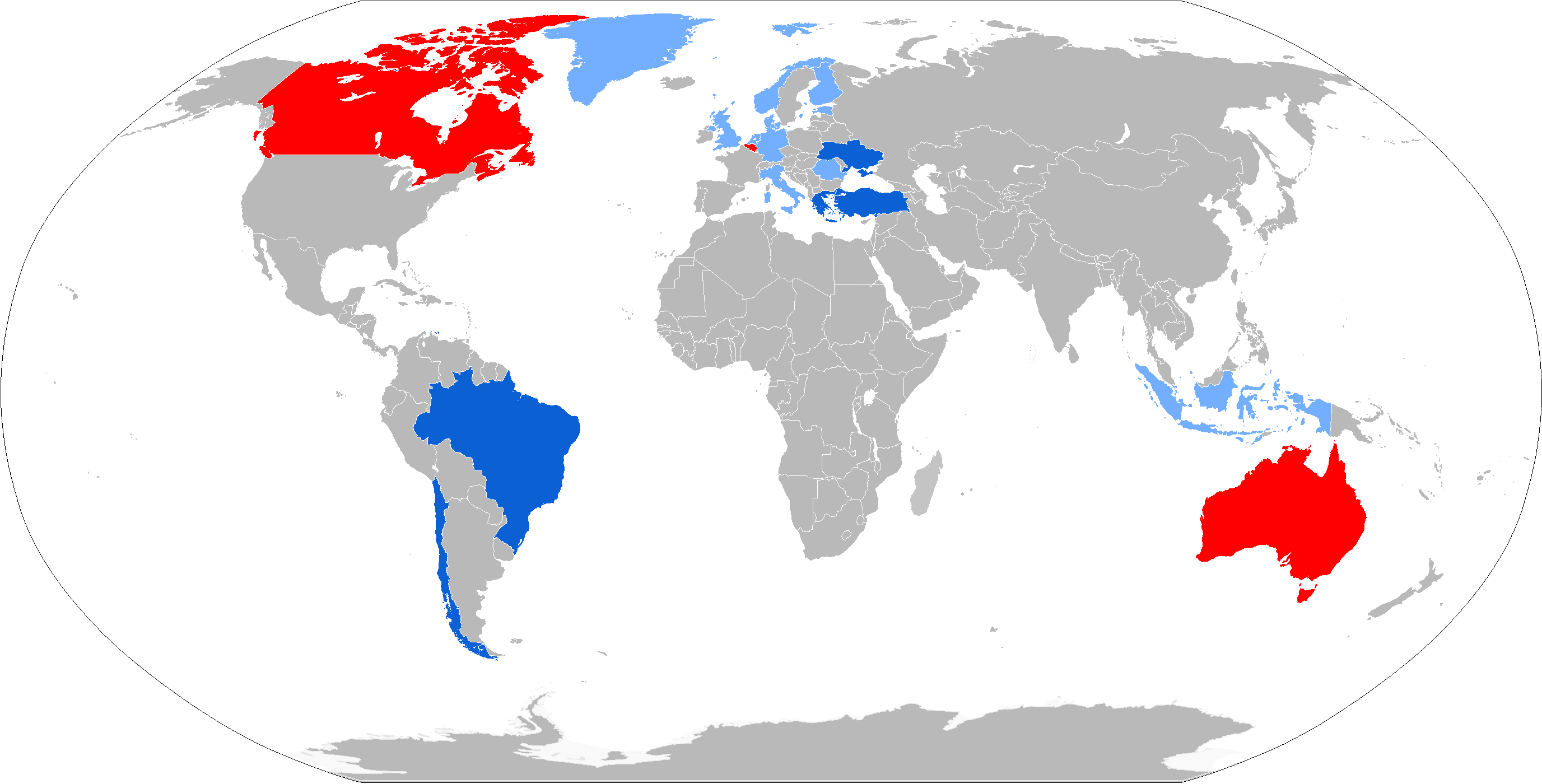
Usuaris on tenen un Leopard 1 en servei (blau fort), una versió (blau fluix) i països on tenien en servei un Leopard 1 (vermell)

- Austràlia: es van lliurar 90 Leopard 1A3 com a AS1 i més tard es van actualitzar. Es van retirar el 2007 i es van substituir per 59 M1A1 Abrams dels Estats Units. 30 tancs Leopard AS1 van ser regalats a diverses organitzacions de veterans de tota Austràlia.[18]
- Bèlgica: 334 Leopard 1A5 (BE), Retirat i reemplaçat per 21 Mowag Piranha III amb un canó de 90 mm.[19] 50 van ser propietat de OIP Land Systems i emmagatzemats a Bèlgica per a la revenda a partir de gener de 2023. Tots ells van ser comprats per Rheinmetall el juliol de 2023 per al seu ús a Ucraïna.[20]
- Brasil: En total tenen 263 de les vatriats 1A1 i 1A5  i 112 en emmagatzematge.
- Canadà: 114 C2 (versió 1A5 actualitzada),  va estar en servei actiu des de 1997 fins a 2017 i va ser reemplaçat per Leopard 2s. Almenys 3 tancs Leopard C2 van ser destruïts i 15 van ser danyats durant les operacions del Canadà a l'Afganistan.[21] Es van fer esforços per vendre els tancs Leopard C2 retirats a Jordània, però l'acord va caure en vigor el 2018. 11 dels tancs C2 van ser lliurats als museus.[22]
- Dinamarca: 230 Leopard 1A5DK originalment comprat. Retirat i reemplaçat per Leopard 2, Dinamarca va proporcionar a Ucraïna "uns 100" tancs Leopard 1A5 abans de finals de 2023. Aquestes versions A5 tenen visió nocturna i control d'incendis digitals.[23]
- Estònia: 12 en servei, comprat als Països Baixos juntament amb Dachs AEV i Biber AVLB el 2015
- Finlàndia: 16 Bergepanzer 2 en servei.
- Grècia: 501 Leopard 1A5, 19 Leopard 1A4GR Al maig de 2022 es va informar que Grècia estava en discussions amb KMW per actualitzar i modernitzar el seu Leopard 1A5.[24]
- Indonesia: 3 Pionierpanzer en servei[25] i 3 Biber.[26]
- Itàlia: 200 tancs Leopard 1A2 originalment comprats a l'Alemanya Occidental el 1971; 403 1A2 addicionals fabricats domèsticament sota llicència per OTO Melara. Els 483 Leopard 1A2 d'Itàlia van ser emmagatzemats al dipòsit de l'exèrcit de Lenta fins que van ser desmantellats i desballestats a partir de 2020.[27] 120 Leopard 1A5IT fabricat en l'àmbit nacional sota llicència d'OTO Melara. Unes altres 120 torretes 1A5 van ser comprades i instal·lades en bucs 1A2 en la dècada de 1990. Tots els 240 van ser retirats del servei a finals de 2008 (reemplaçats pel tanc principal de batalla d'Ariete).
- Noruega: 172 Leopard 1 tanc comprats originalment. Retirat i reemplaçat per Leopard 2. L'últim Leopard 1A5 va ser desmantellat el 2011 després d'una cerimònia que va marcar quaranta-dos anys de servei.[28] ARV, AEV i Biber segueixen en servei. 2 de 13 Bergepanzer 2 ARV transferits a Ucraïna el 2023.[29]
- Països Baixos: 468 tancs Leopard 1 comprats originalment. Retirat i reemplaçat per Leopard 2. La majoria es van vendre a altres països, incloent-hi 200 a Xile i 170 a Grècia, la resta es van convertir en vehicles ARV/AEV o es van traslladar a l'emmagatzematge. Només 8 Bridgelayers Biber romanen en servei; Pionierpanzer 2 Dachs substituït per AEV 3 Kodiak, Bergepanzer 2 retirat del servei.
- Regne Unit: 4 cascos Leopard 1A5 s'han adaptat mitjançant una modificació extensiva per crear el vehicle de recuperació de la platja Hippo.
- Romania: Donat per KMW el maig de 2007 per ajudar en el manteniment de SPAAG Gepard donat el 1998.[30]
- Turquia: 227 Leopard 1A3s originalment comprats juntament amb 170 1A1. S'estima que 184 1A3s encara estan actius, la resta s'utilitza per a peces de recanvi o per a vehicles de suport.
- Ucraïna: 178 van ser inicialment aprovats per a l'exportació per Alemanya al febrer de 2023, i "almenys 100" tancs van ser compromesos conjuntament inicialment per Alemanya, Dinamarca i els Països Baixos. Els primers 10 Leopard 1A5DK van ser lliurats a Ucraïna el 19 de juliol de 2023. A partir de maig de 2024, dels 135 tancs compromesos conjuntament per Alemanya-Dinamarca-Països Baixos, 30 han arribat a Ucraïna.[31]
- Xile: Comprat als Països Baixos el 1997. La majoria es van traslladar a unitats de reserva o es van col·locar en magatzem després de la compra de 140 tancs Leopard 2A4 el 2006. L'any 2021, l'exèrcit va encarregar a Fabricas y Maestranzas del Ejercito (Famae) començar a desmuntar molts dels tancs 1V per tal d'obtenir recanvis per al manteniment i reparació dels tancs restants en servei actiu. La 1V roman activa amb el Grup Blindat núm. 6 Dragons de la 4a Brigada Cuirassada Chorrillos i el Destacament Blindat núm. 5 Lanceros.[32]